# California Department of Transportation

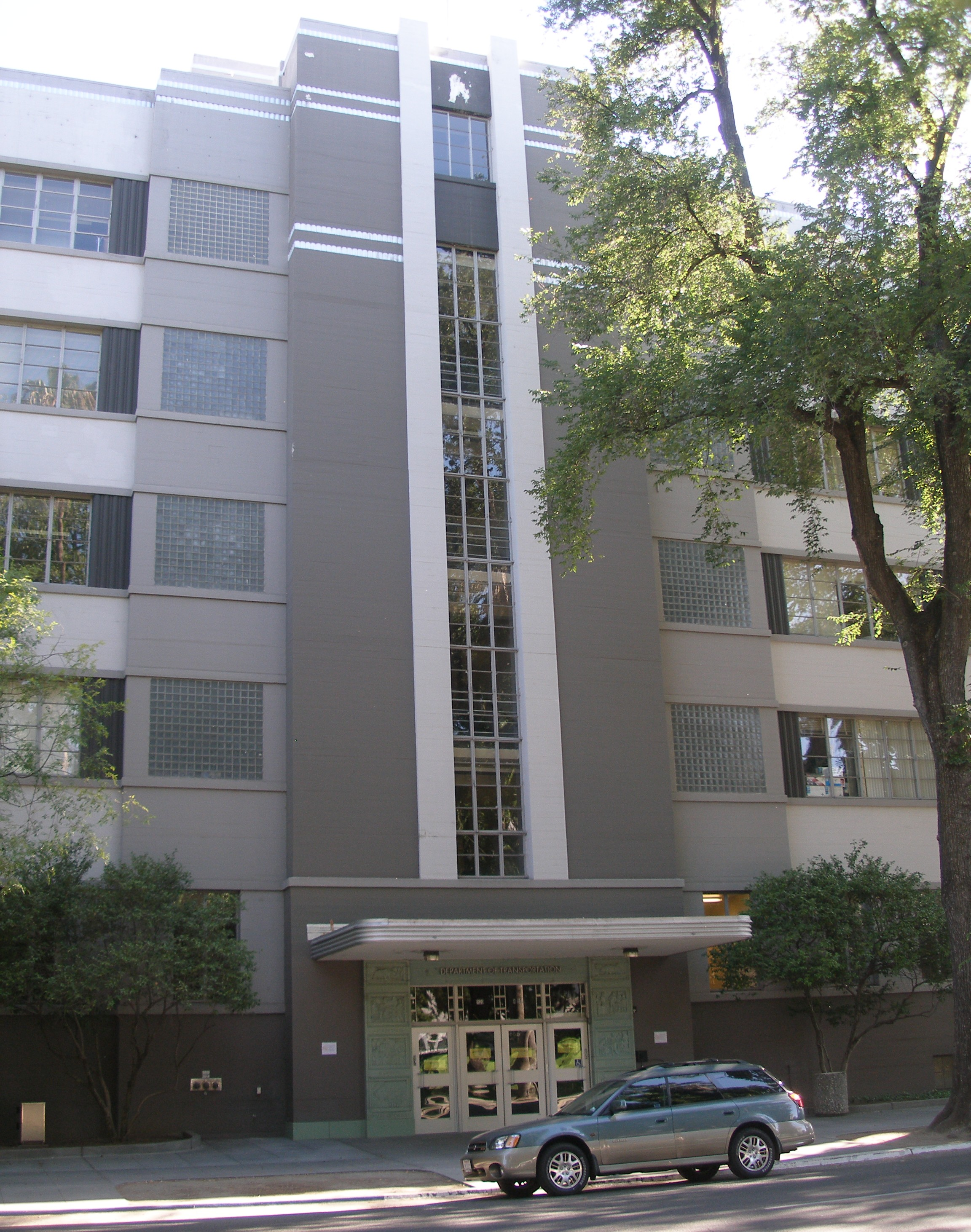
Hoofdkwartier van Caltrans in Sacramento

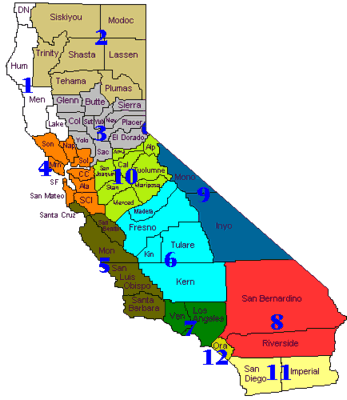
Kaart met de 12 districten

Het California Department of Transportation (Caltrans) is het departement van transport van de Amerikaanse deelstaat Californië. Het heeft tot doel de mobiliteit in de staat te verbeteren. Het ministerie beheert de state highways en is actief betrokken in verschillende netwerken van openbaar vervoer in de staat. De afdeling spoorverkeer van het departement werkt onder de merknaam Amtrak California samen met Amtrak en exploiteert drie spoorlijnen.
In Californië zijn er tientallen departementen, waarvan de meeste gegroepeerd zijn onder zeven grote agentschappen. Het agentschap waartoe Caltrans behoort is het California Business, Transportation and Housing Agency. Caltrans' hoofdkwartier is in de hoofdstad Sacramento.
Voor administratieve doeleinden heeft Caltrans de staat opgedeeld in twaalf districten onder leiding van een regionaal bureau. De meeste districten omvatten meerdere county's, met uitzondering van District 12 dat samenvalt met Orange County. De grootste districten naar bevolking zijn District 4 (San Francisco Bay Area) en District 7 (Los Angeles en Ventura County).